# シーメンスS200形電車

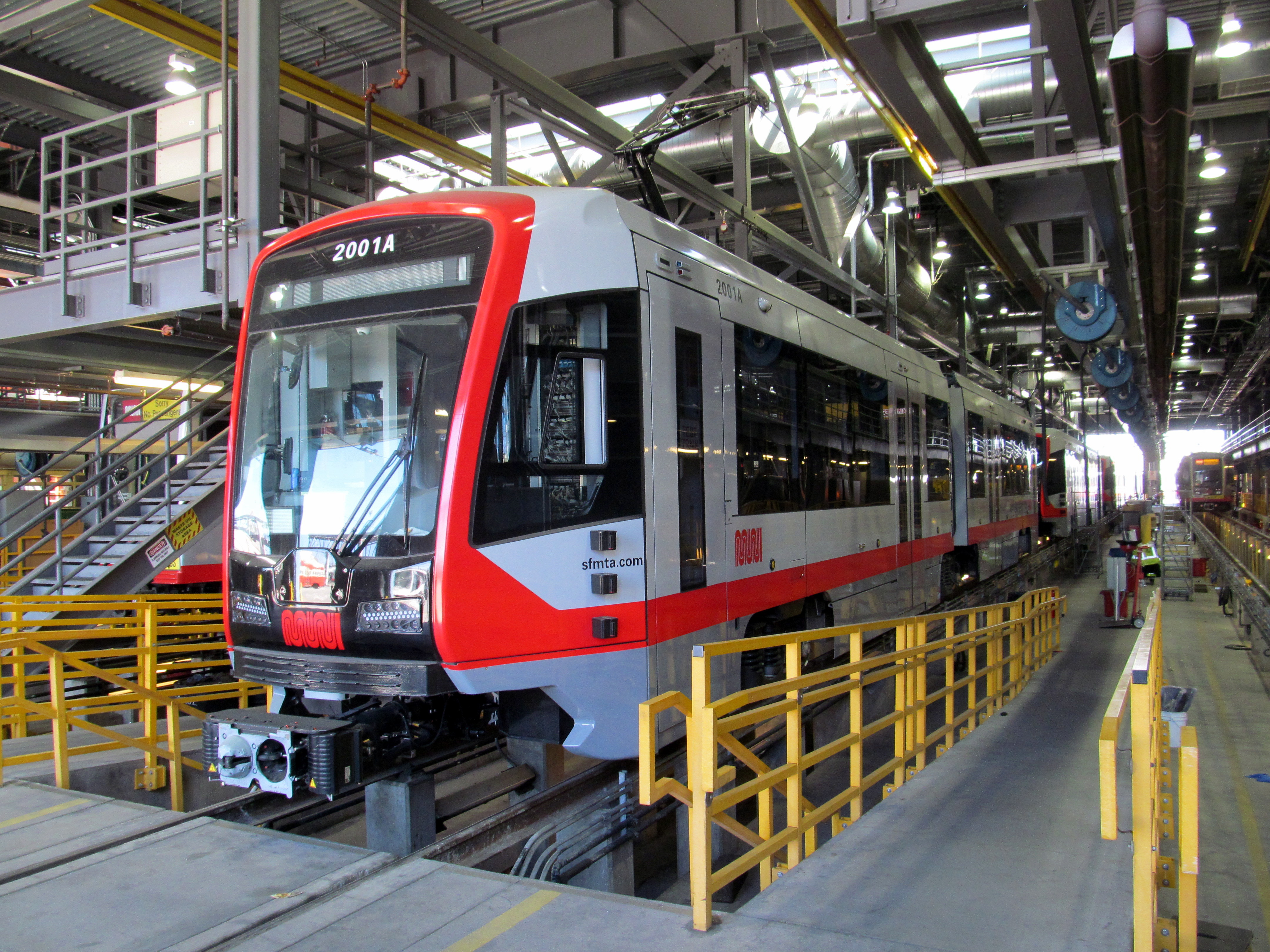
サンフランシスコ向け車両（S200 SF）のトップナンバー・2001（2017年撮影）

S200は、シーメンスがアメリカやカナダのライトレール向けに展開する連接式電車。1990年代から2010年代まで各都市に導入が行われたSD-100・SD-160を発展させた形式で、2023年現在2箇所の都市で営業運転に用いられている。製造はカリフォルニア州サクラメントにあるシーメンスの工場で実施されている。

## カルガリー
カナダ・アルバータ州カルガリーでCトレインを運営するカルガリー交通局は、開業時の1980年に導入し老朽化が進んでいたU2形電車の置き換えや本数増加のため、新型車両の導入を計画した。日本の近畿車輛、スペインのCAF、韓国の現代ロテム、カナダのボンバルディアも入札に参加したが、最終的にU2形以降Cトレイン向けの車両を生産し続けていたシーメンスが2013年に63両の受注を獲得した。
編成は2000年以降導入されたSD-160形を基にした両運転台式の2車体連接式で、最大5両まで総括制御による連結運転が可能である。運転室の空間はSD-160形から500 mm拡大し、運転台上の機器の配置の見直しやガラス面積の拡大により運転士の快適性や視認性、安全性が向上している。前面形状についてはボウ川にちなんだ弓型デザイン、バッファローを模したデザイン、アイスホッケーのマスクを基にしたデザインの3種類からカルガリー市民を対象にした投票が行われ、アイスホッケーが盛んなカルガリーを象徴するマスク状のデザインが採用された。
車内の座席配置は収容力の増加に重点を置き、運転席付近に一対のボックス式クロスシート、それ以外はロングシートが設置されている。各車体の連接面付近には車椅子スペースやフリースペースがあり、車椅子やベビーカー、自転車の搭載が可能となっている。床上高さは982 mmだが、Cトレインのプラットホームは全て高床式であるため、乗降の際の段差は存在しない。また運転室を含めた車内には冷暖房双方に対応した空調（HVAC）が完備されており、車体構造は断熱性にも重点が置かれている。
車両の機器はS70で導入された"MDS"システムにより自動的に監視・診断が行われる。また車内の安全対策として車内には乗務員と連絡可能なインターホンや監視カメラが設置されている。
2015年から製造が実施されており、営業運転開始日は翌2016年1月6日である。

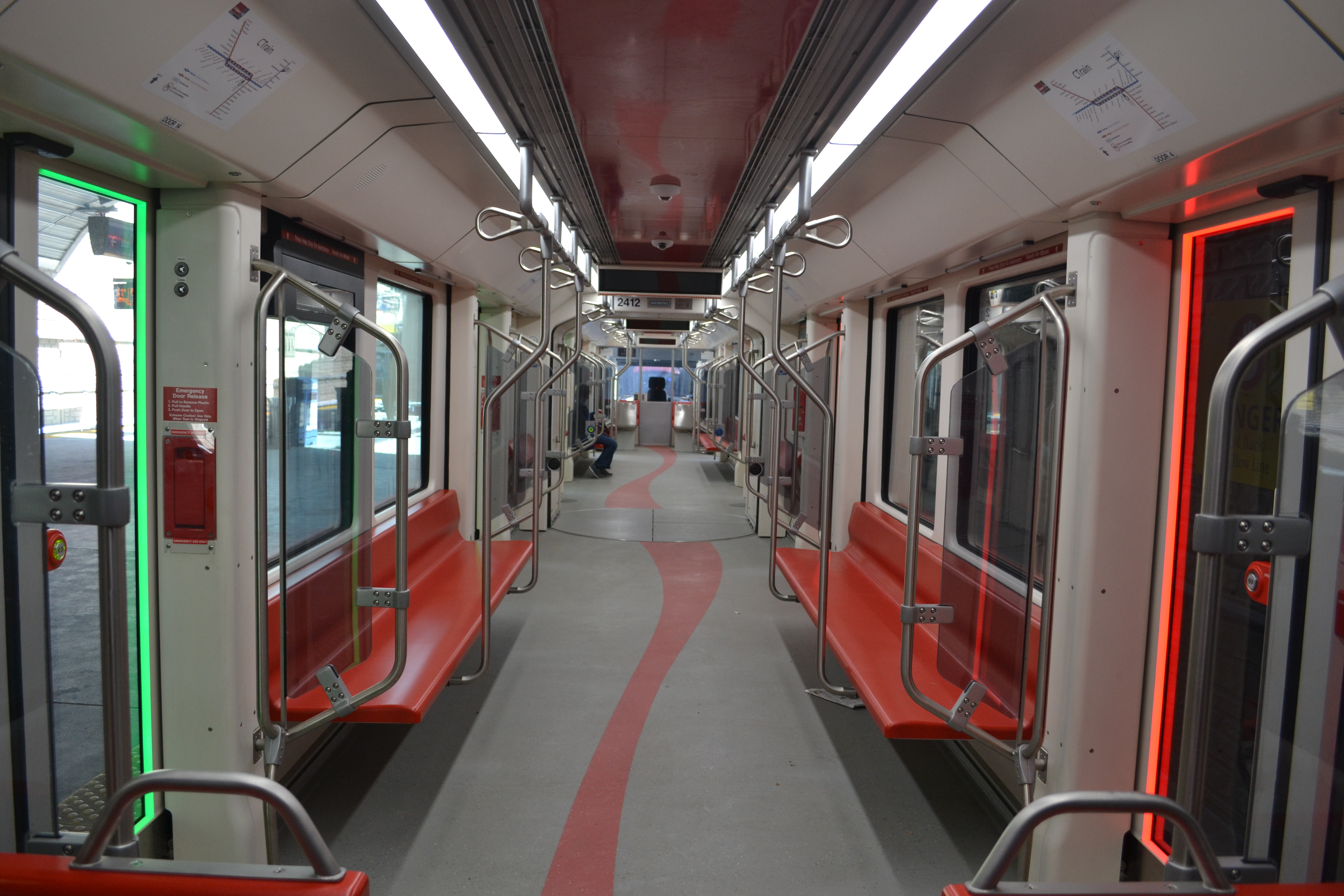
車内
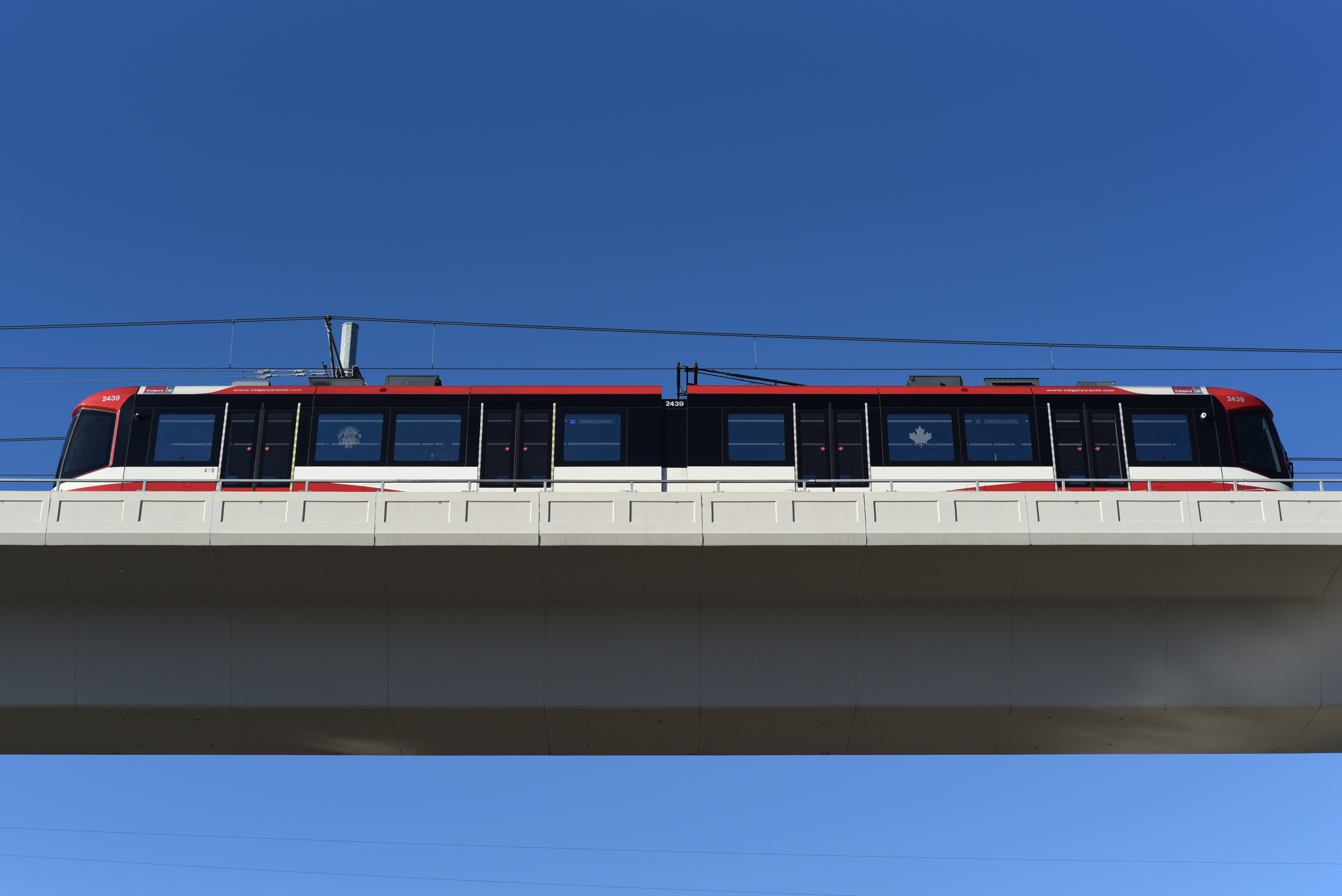
高架区間を走行するS200（2022年撮影）
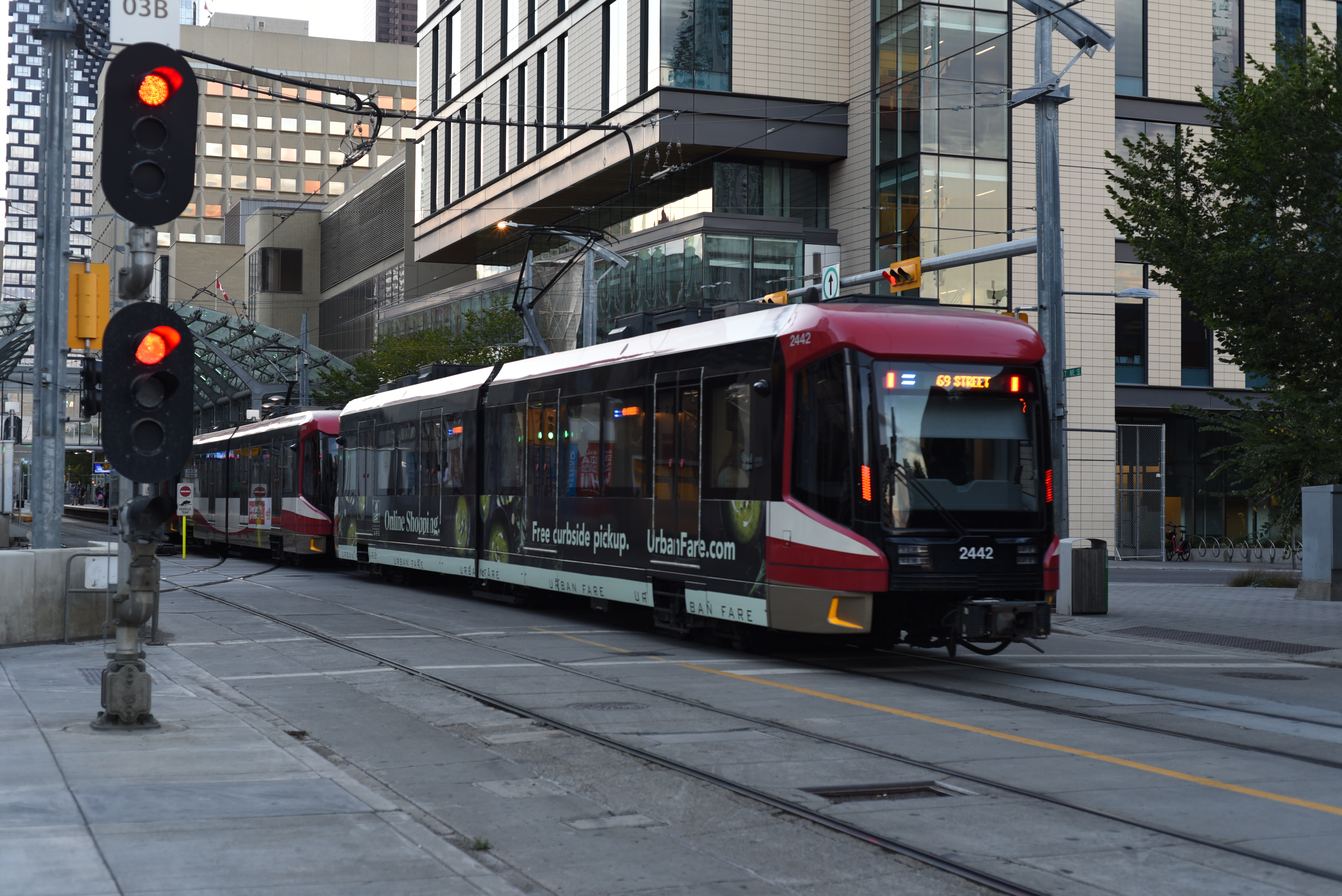
併用軌道を走行するS200（2022年撮影）

## サンフランシスコ
アメリカ合衆国・カリフォルニア州サンフランシスコでミュニ・メトロを運営するサンフランシスコ市営鉄道は、2020年代に耐用年数に達するアンサルドブレーダ製のLRV2・LRV3電車の置き換えや、2021年に開通予定のセントラル・サブウェイ系統へ向けての増備車両として新型電車の導入を発表した。近畿車輛やCAFも参加した入札の結果、2014年6月にシーメンスが受注を獲得した。当初契約分の155両に加えてオプション分の追加発注が行われており、これらの車両はシーメンス側からS200 SF、ミュニ・メトロ側からLRV4の形式名が与えられている。
編成は両運転台式の2車体連接式で、最大4両編成まで総括制御による連結運転が可能となっている。カルガリー向け車両と同様に、運転室内の空間拡大、運転台の機器配置の見直しなどによって運転士の快適性や安全性の向上が図られている。設計においては環境への配慮が重視されており、エネルギーを回収する事により消費量を削減する回生ブレーキの搭載、電力を従来の蛍光灯から40％削減出来るLED照明の採用などの策が実施されている。
高床式・低床式双方のプラットホームが存在するミュニ・メトロの条件に合わせ、乗降扉付近には可動式のステップや車椅子用リフトが設置されている。また乗降扉については部品を減らしメンテナンスを容易とした新しい構造が用いられている。鋼製の車体は耐衝撃性など安全性の向上と同時に軽量化による消費電力削減が図られる。
2017年11月17日に開催された出発式から営業運転を開始したが、導入当初は運転台側の乗降扉に乗客が挟まれる事故や連結器の破損が発生し、一時的に片開き扉の使用や連結運転の停止などの措置が取られる事態となった。その後乗降扉付近のセンサー増設や連結器の部品強化などにより、故障の要因となっていた欠陥が改善された事で、2019年6月以降は通常の営業運転を再開している。以降は同年までに68両、2027年までに151両、2030年代中盤までに45両、合計264両が導入される計画となっており、LRV2・LRV3は2027年までに全車営業運転から引退する予定である。

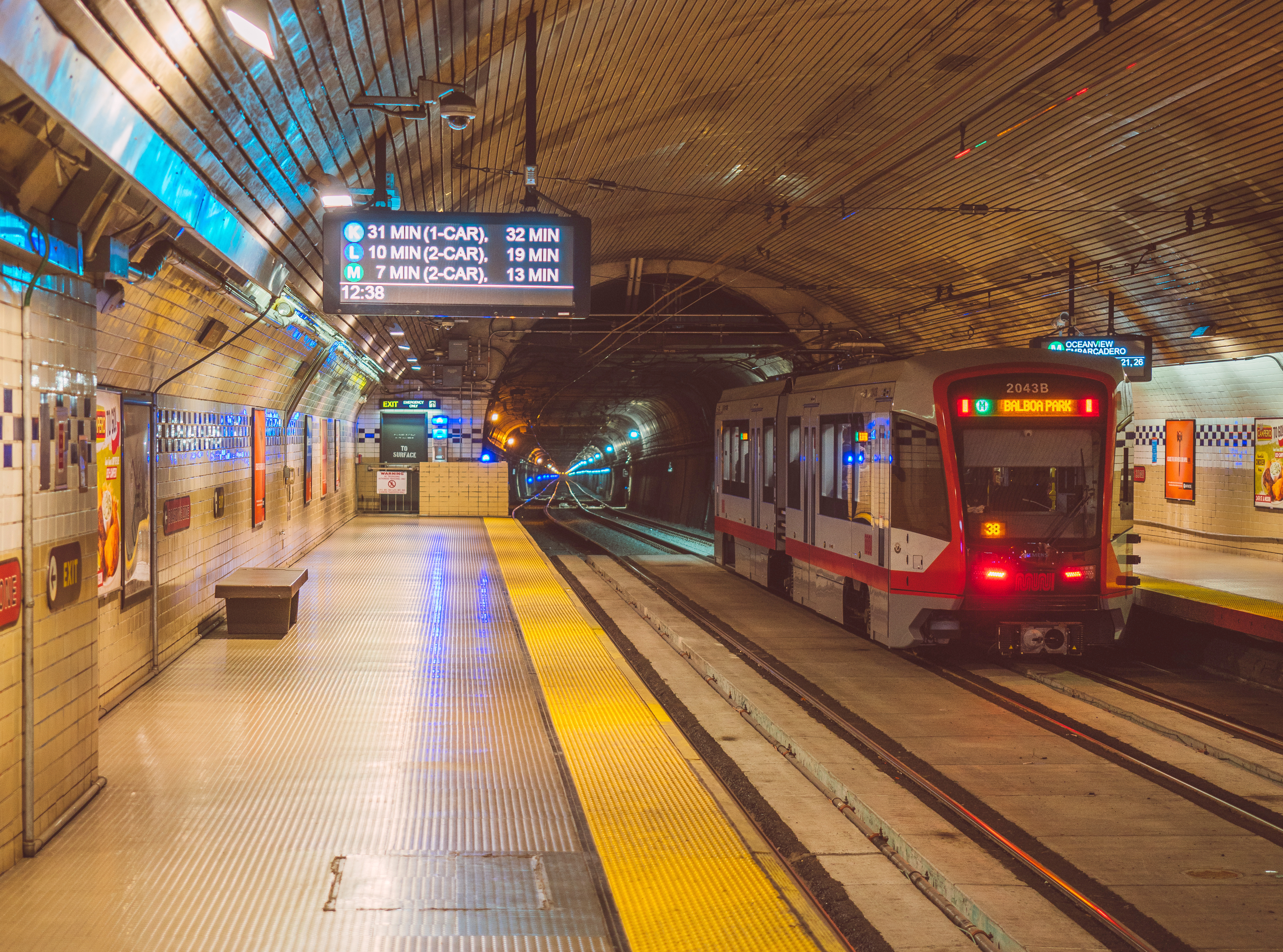
地下区間を走行するLRV4（2018年撮影）
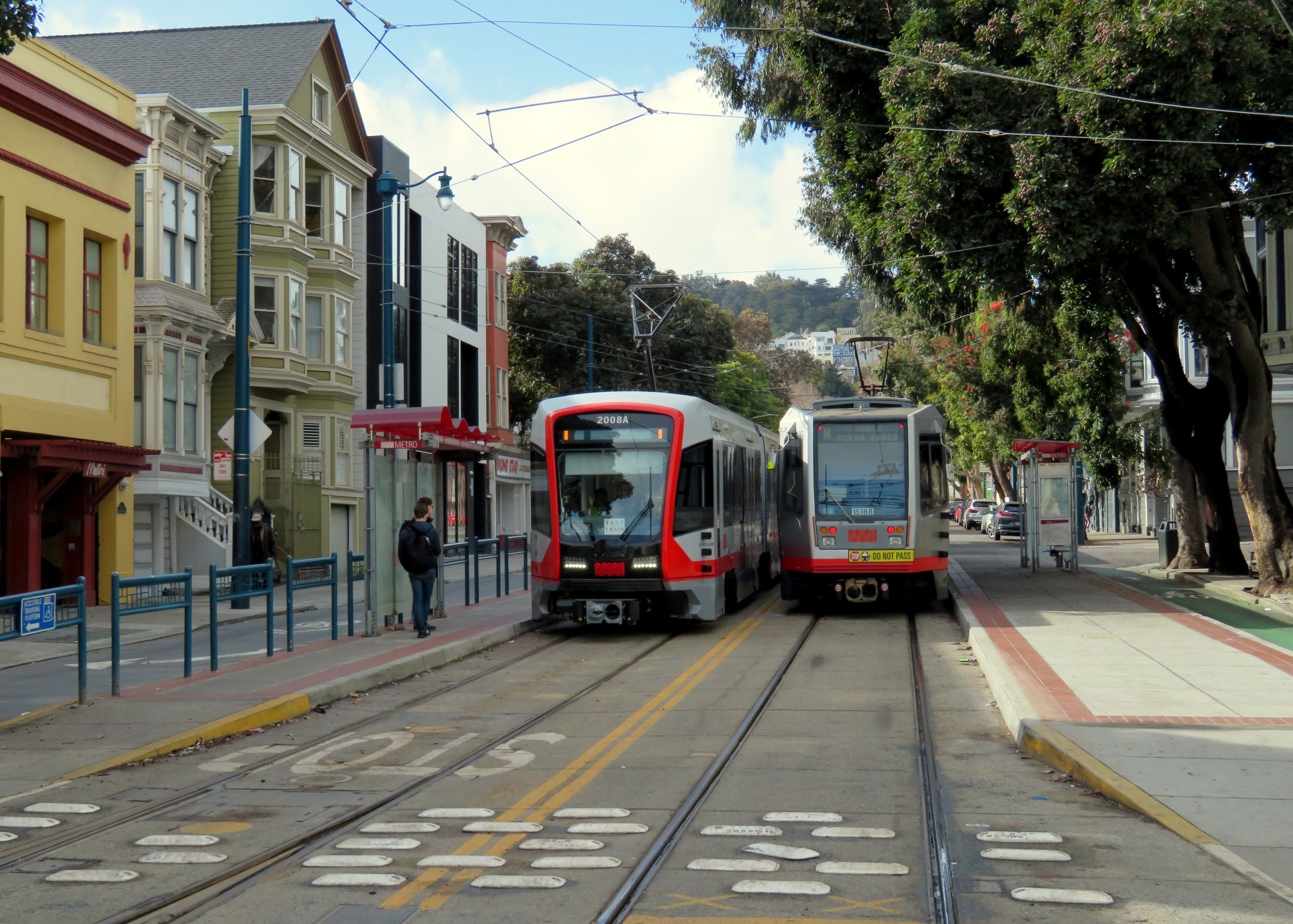
置き換え対象のLRV2（右）と並ぶLRV4（2018年撮影）
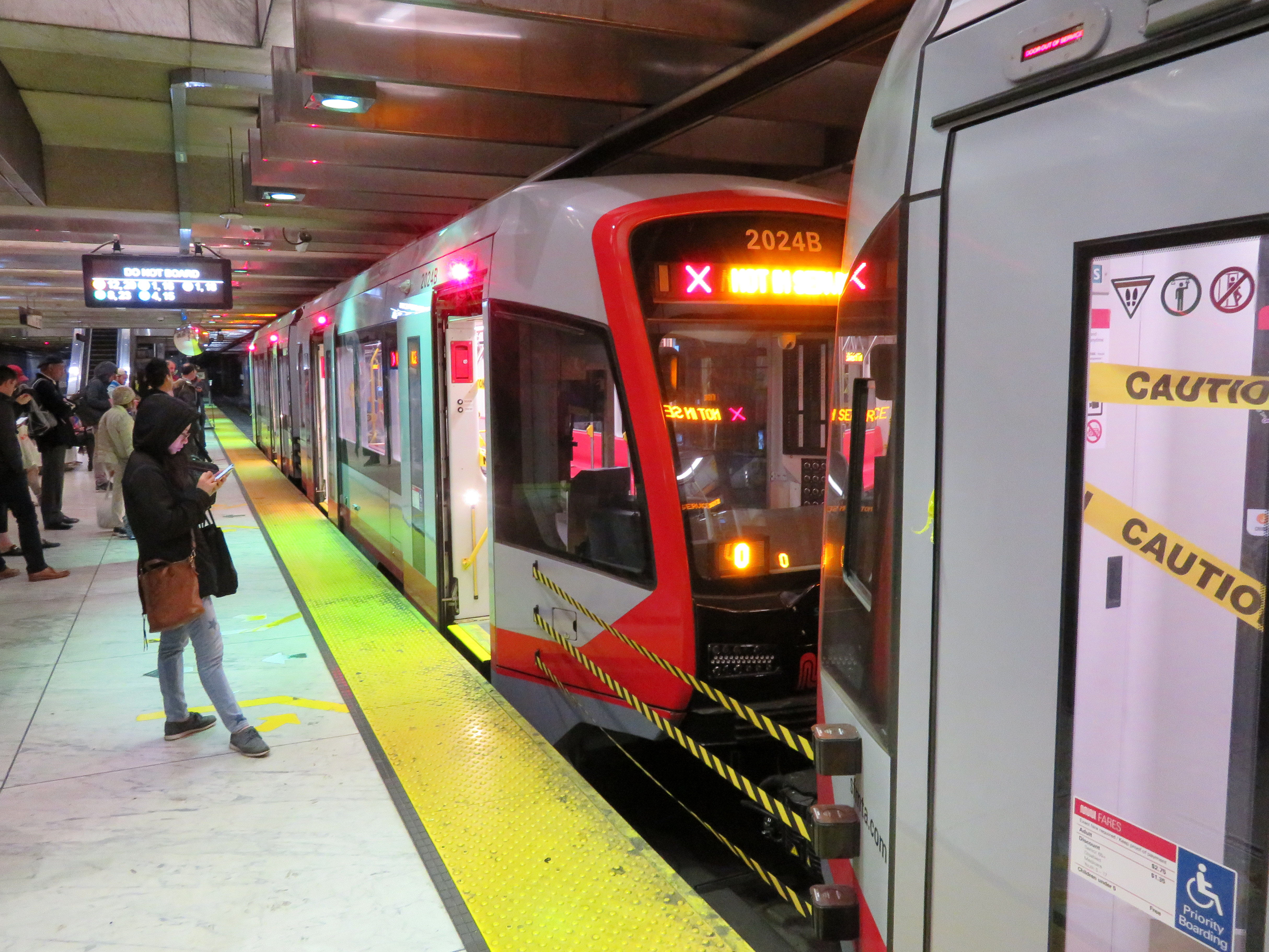
連結運転時は車両間に転落防止用テープが張られる（2018年撮影）
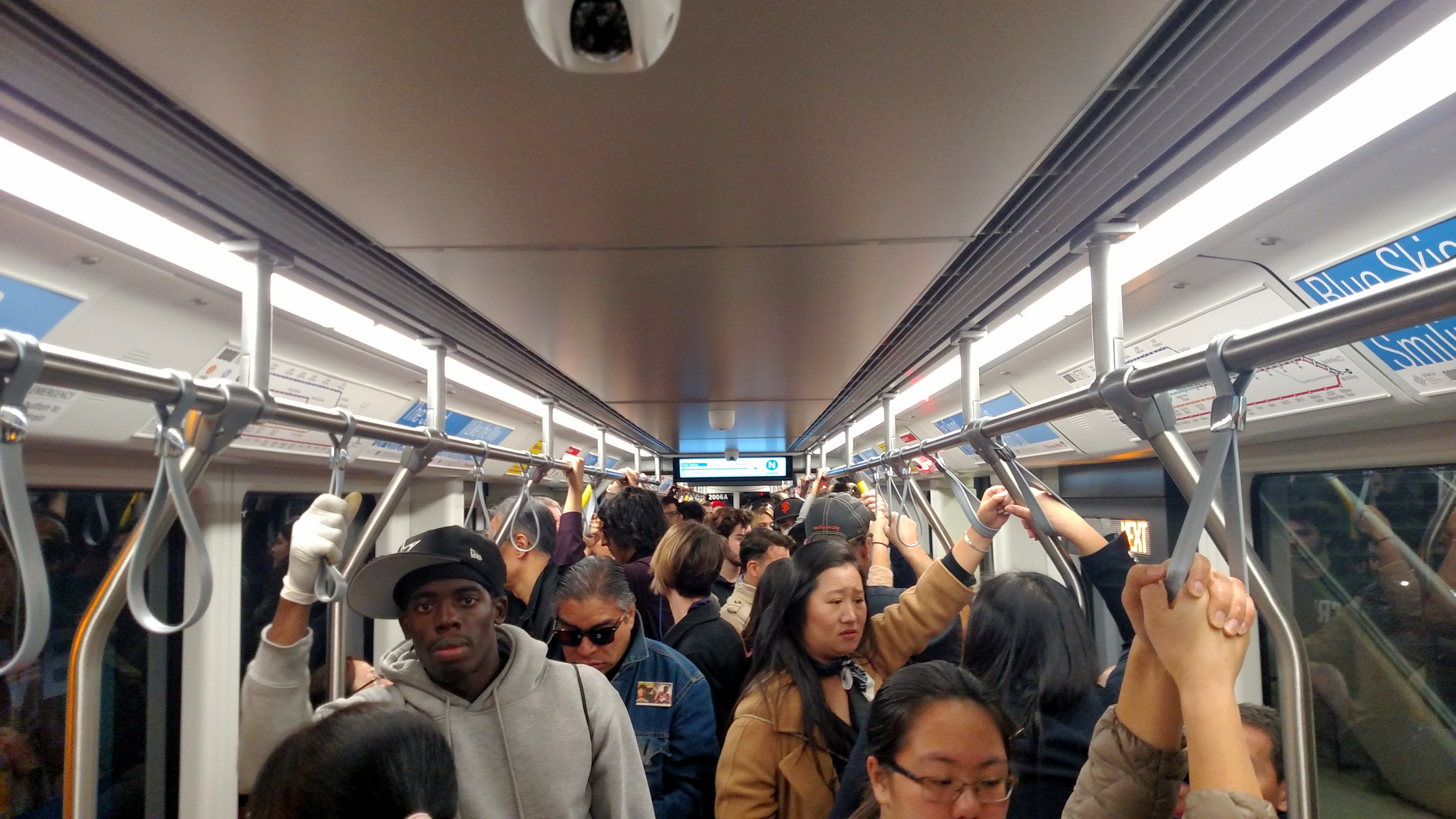
運転初日、満員になった車内（2017年11月17日撮影）
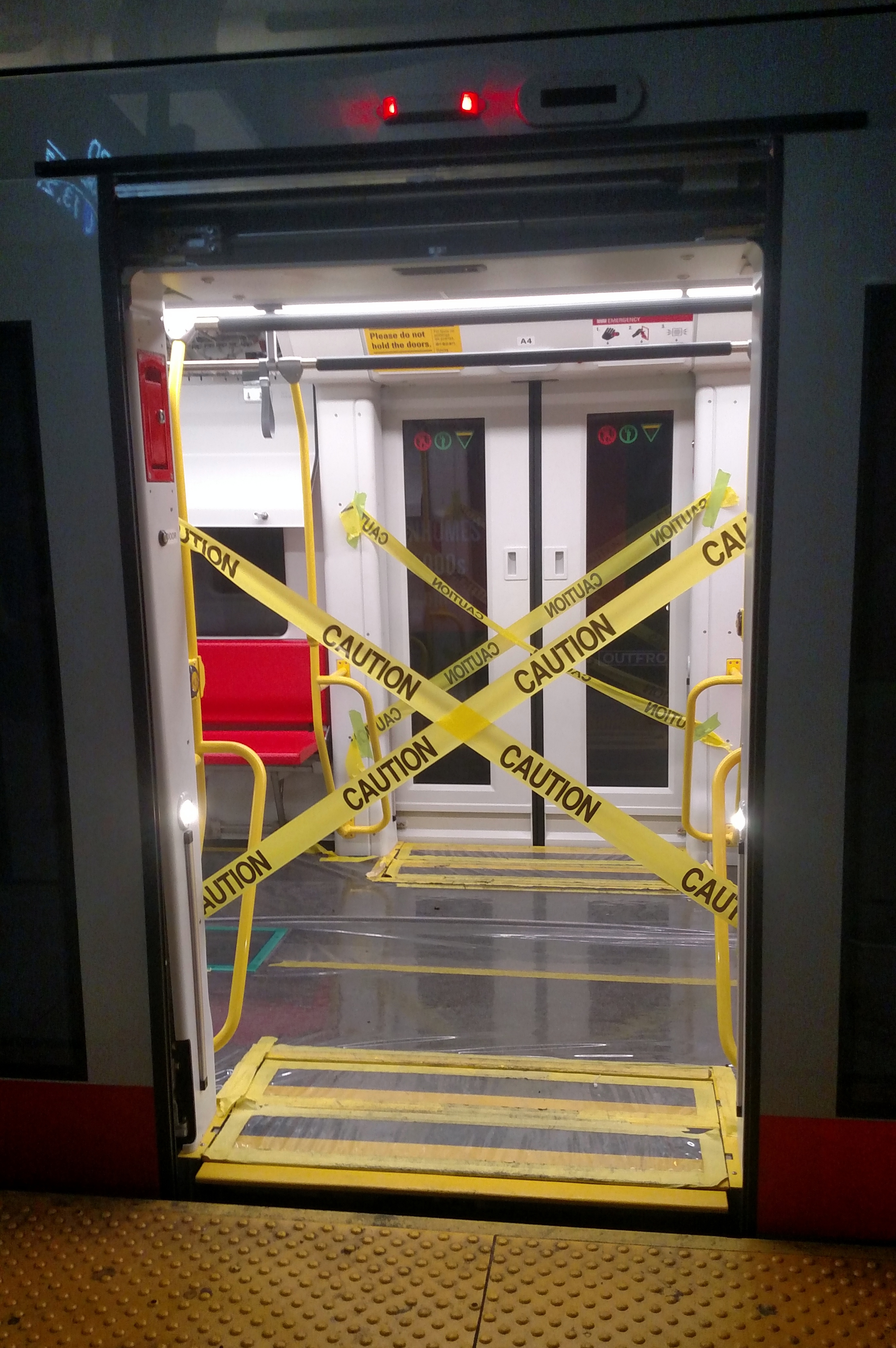
欠陥により一時期使用不能になった乗降扉（2019年4月撮影）

## クリーブランド
2023年、シーメンスはアメリカ合衆国・クリーブランドで公共交通機関を運営する大クリーブランド地域交通局（Greater Cleveland Regional Transit Authority、GCRTA）との間に、24両＋オプション36両分のS200を導入する契約を交わした。これは同事業者が運営する鉄道路線の旧型車両の置き換えを目的としており、ライトレール路線（ブルーライン、グリーンライン）に加えて、2023年時点で大型車両が使用されている地下鉄路線（ヘビーレール）のレッドラインへも導入される。そのため、高床式・低床式双方のプラットホームに対応した乗降扉が設置される予定となっている。編成は2車体連接式で、車内には52人分の座席に加えて4箇所の車椅子用スペース、2箇所の自転車用ラックが設置される。また、冷暖房双方に対応した空調装置（HVAC）やクリーブランドの冬季での運用に対応した機構が各所に搭載される。契約では2026年までに最初の車両の納入・試運転が完了する事になっている。

## セントルイス
2023年5月、アメリカの都市・セントルイスでライトレール（メトロリンク）を運営するバイ・ステート・ディベロップメント・エージェンシーは、長年使用されていた車両（SD-400形）の老朽化による置き換えのため、シーメンスとの間に新型車両を発注する計画を発表し、同年12月に契約を結んだ。24両の製造が決定している他、最大で55両の導入が可能な契約内容となっており、2026年以降営業運転を開始する予定である。